# Szentháromság tér
Szentháromság tér (en français : « Place de la Sainte Trinité ») est une place de Budapest située au cœur du quartier du château de Buda (1er arrondissement), non loin du vieil Hôtel de ville de Buda (désormais Collegium Budapest), de l'ancien immeuble du ministère des finances, de l'Église Notre-Dame-de-l'Assomption de Budavár (église Matthias) et du Bastion des pêcheurs.